# Sings the Movies
Albums de Shirley Bassey
Sings the Songs of Andrew Lloyd Webber
(1993) The Show Must Go On
(1996)
Sings the Movies est le trente et unième album studio de Shirley Bassey, sorti en 1995. Il est classé no 24 au UK Albums Chart et remporte un disque d'argent moins de deux semaines après sa sortie avec plus de 60 000 exemplaires vendus. 
Contrairement à ce que laisse entendre son nom, l'album ne comprend pas uniquement des thèmes de films. Par contre, plusieurs reprises de chansons entrées dans Top 10 du Billboard Hot 100 (et/ou du UK Singles Chart) y figurent : le standard d'Eddie Cantor Makin' Whoopee, Eleanor Rigby des Beatles, Theme from Mahogany (Do You Know Where You're Going To) de Diana Ross, Hopelessly Devoted To You d'Olivia Newton-John, The Rose de Bette Midler, Arthur's Theme (Best That You Can Do) de Christopher Cross, Love On The Rocks de Neil Diamond, Let's Stay Together et We Don't Need Another Hero de Tina Turner, Who Wants to Live Forever de Queen et It Must Have Been Love de Per Gessle. À noter plusieurs reprises de chansons classées parmi les 500 plus grandes chansons de tous les temps selon Rolling Stone : Crazy, un hit de Patsy Cline de 1962 et Try A Little Tenderness, une reprise par Otis Redding de 1966.
Sings the Movies sort en cassette audio et disque compact.

## Liste des chansons
1. Goldfinger (Leslie Bricusse, Anthony Newley, John Barry) Du film Goldfinger
2. Crazy (Willie Nelson)
3. Arthur's Theme (Best That You Can Do) (Christopher Cross, Burt Bacharach, Carole Bayer Sager, Peter Allen) Du film Arthur
4. Love On The Rocks (Neil Diamond, Gilbert Bécaud) Du film The Jazz Singer
5. Eleanor Rigby (John Lennon, Paul McCartney)
6. Let's Stay Together (Al Green, Willie Mitchell, Al Jackson Jr.)
7. The Rose (Amanda McBroom) Du film The Rose
8. We Don't Need Another Hero (Terry Britten, Graham Lyle) Du film Mad Max : Au-delà du dôme du tonnerre
9. Theme from Mahogany (Do You Know Where You're Going To) (Michael Masser, Gerry Goffin) Du film Mahogany
10. It Must Have Been Love (Per Gessle) Du film Pretty Woman
11. Try A Little Tenderness (Jimmy Campbell, Reginald Connelly, Harry M. Woods) Du film Les Commitments
12. Hopelessly Devoted To You (John Farrar) Du film Grease
13. Makin' Whoopee (Eddie Cantor, Gus Kahn) Du film Whoopee!
14. Who Wants to Live Forever (Brian May) Du film Highlander

## Personnel
- Shirley Bassey – chant